# Bartok der Großartige
Bartok der Großartige (Originaltitel: Bartok the Magnificent) ist ein Fantasy-Zeichentrickfilm aus dem Jahr 1999 von den Regisseuren Don Bluth und Gary Goldman.

## Handlung
Der Protagonist des Films ist die Albinofledermaus Bartok, der bereits als Nebencharakter im Film Anastasia aufgetreten war. Die Handlung findet im vorrevolutionären Russland statt.
Bartok und sein Freund, der Bär Zozi, sind als Gaukler-Duett in Moskau unterwegs und erzählen von den heldenhaften Abenteurern, die sie erlebt haben. Auch der junge Prinz Iwan ist von Bartoks Geschichten begeistert.
Eines Nachts wird Iwan entführt. Seine Beraterin Ludmilla erzählt dem Volk, die Hexe Baba Jaga hätte den Prinzen entführt. Das Volk appelliert an Bartok, Iwan zu retten. Bartok und Zozi begeben sich auf eine Reise zu dem Wald, in dem Baba Jaga wohnt. Dort angekommen bekommt Bartok von der Hexe mitgeteilt, dass sie Iwan nur dann freilassen werde, wenn Bartok ihr drei besondere Gegenstände bringt. Bartok erfüllt die ihm auferlegten Aufgaben, doch Baba Jaga teilt ihm mit, dass sie den Prinzen nicht entführt habe und er sich nach wie vor in Moskau aufhalte. Außerdem braut sie aus den ihr gebrachten Gegenständen einen magischen Trank, den sie Bartok schenkt.
Bartok und Zozi kehren nach Moskau zurück, wo Ludmilla in der Zwischenzeit die Regentschaft über die Stadt übernommen hat. Bartok findet schließlich Iwan, der in einem Turm eingesperrt ist. In diesem Moment enthüllt Ludmilla, dass sie es war, die Iwans Gefangennahme angeordnet und Baba Jaga dafür die Schuld in die Schuhe geschoben hatte, um den russischen Thron zu übernehmen. Sie stiehlt Bartoks magischen Trank und trinkt ihn selber, was dazu führt, dass sie sich in einen riesigen Drachen verwandelt und damit beginnt, Moskau zu zerstören. Ein Kampf zwischen Bartok und Ludmilla bricht aus, der damit endet, dass er sie auf die Spitze des Turms, in dem Iwan eingesperrt war, lockt. Der Turm stürzt ein und Ludmilla kommt dabei ums Leben. Am Ende wird Bartok als Held gefeiert.

## Synchronisation
Die deutsche Synchronisation entstand unter der Dialogregie von Matthias Müntefering.
| Rolle     | Englischer Sprecher | Deutscher Sprecher |
| --------- | ------------------- | ------------------ |
| Bartok    | Hank Azaria         | Peer Augustinski   |
| Zozi      | Kelsey Grammer      | Joachim Kemmer     |
| Baba Jaga | Andrea Martin       | Evelyn Gressmann   |
| Ludmilla  | Catherine O’Hara    | Liane Rudolph      |
| Iwan      | Phillip Van Dyke    |                    |

## Veröffentlichung
Der Film wurde am 16. November 1999 von 20th Century Fox Home Entertainment als Direct-to-Video-Produktion auf VHS und DVD veröffentlicht.
Die TV-Premiere des Films fand am 12. Dezember 1999 beim Sender Fox Family statt.

## Rezeption
Joe Leydon bezeichnete am 28. November 1999 im Branchenblatt Variety die Charaktere des Films als „lebhaft, wenn auch stereotyp“ und die Handlung als „fesselnd“.
Dan Jardin bezeichnete in apolloguide.com die Musik des Films als „erstklassig“ und die Synchronsprecher als „gut gewählt“. Die Animation des Films kritisierte er als „nicht dem Kinostandard entsprechend“.
Michael Dequina bezeichnete am 3. Dezember 1999 in themoviereport.com die Handlung des Films als „uninspiriert, aber gnädigerweise kurz“ und schrieb, für Kinder sei der Film leicht amüsant, jedoch für jeden anderen langweilig.